# Love Gun Tour
Love Gun Tour genomfördes från den 8 juli till den 5 september 1977 och var Kiss sjätte turné. När Kiss var i Japan bytte man ut låtarna Take Me och Hooligan mot King of the Night Time World och Let Me Go, Rock 'n' Roll.

## Spellista
1. I Stole Your Love
2. Take Me (King of the Night Time World i Japan)
3. Ladies Room
4. Firehouse
5. Love Gun
6. Hooligan (Let Me Go, Rock 'n' Roll i Japan)
7. Makin' Love
8. Christine Sixteen
9. Shock Me (inklusive gitarrsolo)
10. I Want You
11. Calling Dr. Love
12. Shout It Out Loud
13. God of Thunder (inklusive bassole och trumsolo)
14. Rock and Roll All Nite
15. Detroit Rock City
16. Beth
17. Black Diamond

## Medlemmar
- Gene Simmons – sång, basgitarr
- Paul Stanley – sång, kompgitarr
- Peter Criss – trummor, sång
- Ace Frehley – sologitarr, sång